# Heizkraftwerk Linden
Das Heizkraftwerk Linden ist ein mit Erdgas befeuertes Heizkraftwerk in Hannover im Stadtteil Linden-Nord, das von der enercity (ehemals Stadtwerke Hannover) betrieben wird. Es verfügt über drei Kraftwerksblöcke mit einer Nutzleistung von 255 MW elektrisch plus 185 MW thermisch für Fernwärmeauskopplung.
Wegen seiner drei Kesselhäuser mit den 125 m hohen Schornsteinen wird das Werk im Volksmund Drei warme Brüder genannt.

## Geschichte

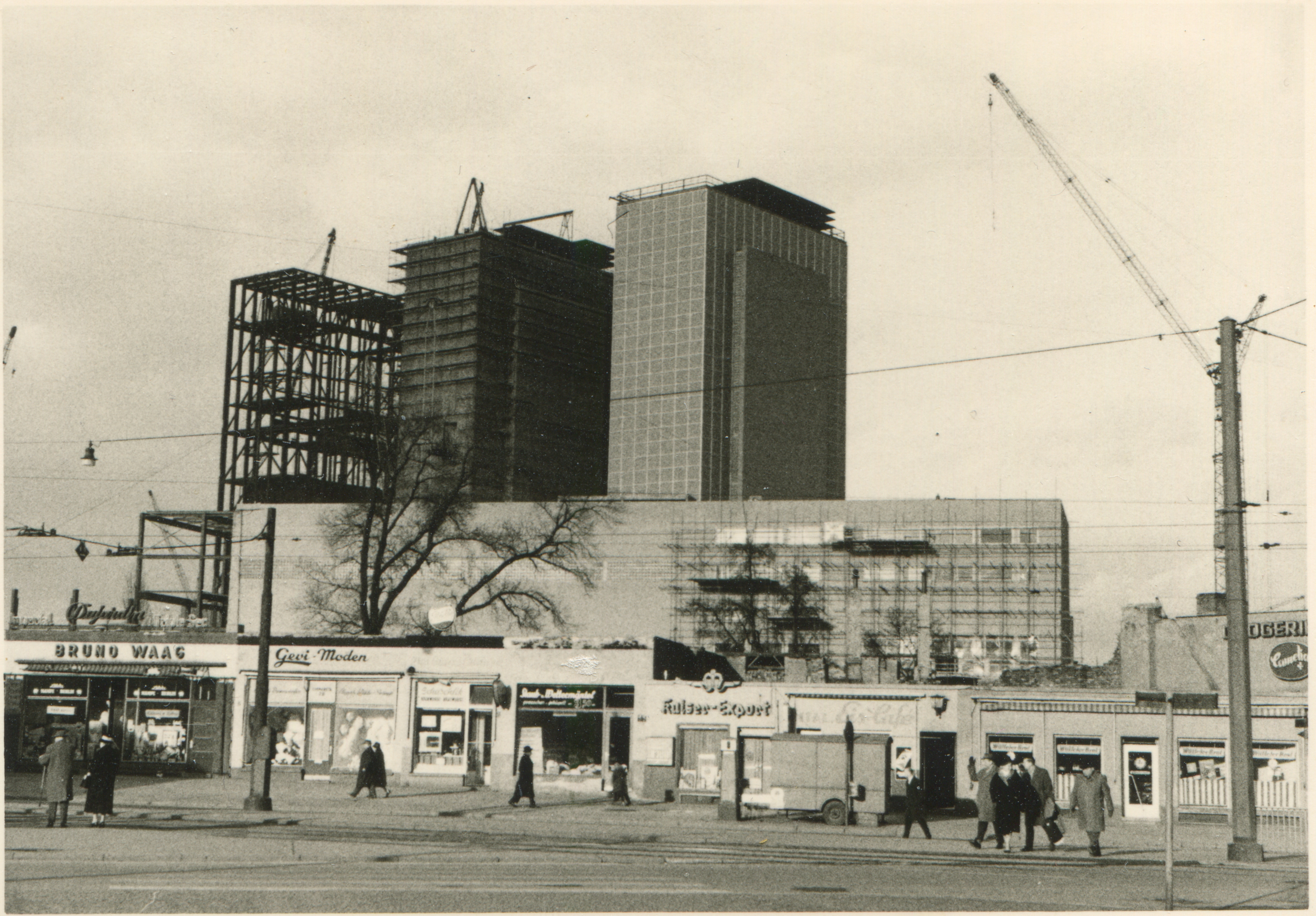
Das Heizkraftwerk im Bau; im Vordergrund Geschäfte an der Limmerstraße;
etwa Februar 1962

1959 beschloss die Stadt Hannover, ein notwendig gewordenes Kraftwerk zur Strom- und Fernwärmeversorgung zu bauen. Bei der Standortwahl ergaben sich verschiedene Probleme. Das Werk sollte zentral in der Stadt liegen, womit sich ein Standort in bebautem Gebiet nicht vermeiden ließ. Wegen der Brauchwasserentnahme war nur ein Standort am Fluss möglich. Auf dem infrage kommenden Gelände an der Ihme befanden sich zwei Fabriken, die bei den Luftangriffen auf Hannover im Zweiten Weltkrieg zerstört worden waren. Dies waren eine 1856 gegründete Ultramarinfabrik und eine Asphaltfabrik aus dem Jahr 1871. Ihre Reste mussten durch den Kraftwerksbau bereinigt werden. Seitens der Stadt wurden als weitere Auflagen formuliert, dass vom Kraftwerk keine Lärmemission ausgehen und dass die Grünzone entlang der Ihme nicht eingeengt werden durfte. Das Kraftwerk ging im August 1962 ans Netz. 1975 wurden die Schornsteine wegen des Baus des nahe gelegenen Ihme-Zentrums von 65 m auf 125 m erhöht.
In den 1980er Jahren wurde das Kraftwerk mit einer Rauchgasentstickungsanlage zur Verringerung des Schadstoffausstoßes nachgerüstet.
Der mittlere der drei Kraftwerksblöcke wurde 2003 aus wirtschaftlichen Gründen stillgelegt. In dem 40 m hohen und entkernten Kesselhaus fanden 2004 einzelne Theateraufführungen statt.
Am 9. Juni 2013 veranstalteten die Stadtwerke Hannover AG das „Familienfest“ Tag des offenen Kraftwerks, den tausende Besucher unter anderem zu Rundgängen durch die technischen Anlagen nutzten.

## Technik
Architektonisch wurde das Kraftwerk in Stahlbauweise mit gelber Ziegelsteinausfachung ausgeführt. Die Kesselhäuser erhielten eine graue Polycolor-Verglasung im Aluminiumraster.
Das Kraftwerk erhielt bei seinem Bau drei baugleiche Kraftwerksblöcke von je 55 MW maximaler Heizleistung. Mit der erzeugten Fernwärme wurden in den Anfangsjahren etwa 20.000 Wohnungen beheizt. Das Kraftwerk arbeitet nach dem Prinzip der Kraft-Wärme-Kopplung und stellt über die Stromerzeugung hinaus die Ausgangsbasis für das rund 280 km umfassende Fernwärmenetz Hannovers für 35.000 Kunden dar (Stand: 2007).
Anfangs wurde Steinkohlenstaub mit Heizöl und ab 1972 auch mit Erdgas befeuert. Die als Primärenergie benötigte Steinkohle wurde bis zum Jahr 1990 per Bahn vom Lindener Hafen bezogen. Ab dem Verladeterminal in der Fössestraße gelangte sie auf unterirdischen Förderbändern in das Kraftwerk. Sporadisch wurde auch Öl verfeuert, das über die Verbindung Mittellandkanal–Leine–Ihme angeliefert wurde. Im Jahr 1990 wurde das Kraftwerk komplett auf Erdgasfeuerung umgestellt.
Nach Abschluss von Entkernungs- und Modernisierungsmaßnahmen eines Blocks wurde im Jahr 1998 durch Zubau einer Gasturbine (Typ Siemens V64.3A) das Kraftwerk in eine GuD-Anlage umgebaut. Einer der alten Kessel wurde hierbei durch einen Abhitzekessel ersetzt; zeitweise wurde hierbei auch einer der Kamine abgebaut und später durch einen mit größerem Durchmesser ersetzt. Die Dampfturbine blieb unverändert.
In einer weiteren Modernisierung wurde eine zweite Gasturbine (Typ GE 6FA+e) nachgerüstet und ein zweiter Kessel zum Abhitzekessel umgebaut, und dieses Mal wurde auch die Dampfturbine durch eine leistungsstärkere ersetzt. Nach Abschluss dieser Umrüstung erhöhte sich die elektrische Nennleistung auf 230 MW und die thermische Nennleistung auf 180 MW. Anfang Januar 2013 ging die neue Anlage in Betrieb. Insgesamt wurden durch die Stadtwerke Hannover 155 Millionen Euro investiert.
Zur Inbetriebnahme der neuen Anlage im Januar 2013 illuminierte man die Fassade der drei Türme vier Nächte lang in roter Farbe. Inzwischen ist die Beleuchtung in den Farben der Stadtwerke und jeden Abend zu sehen.

## Galerie

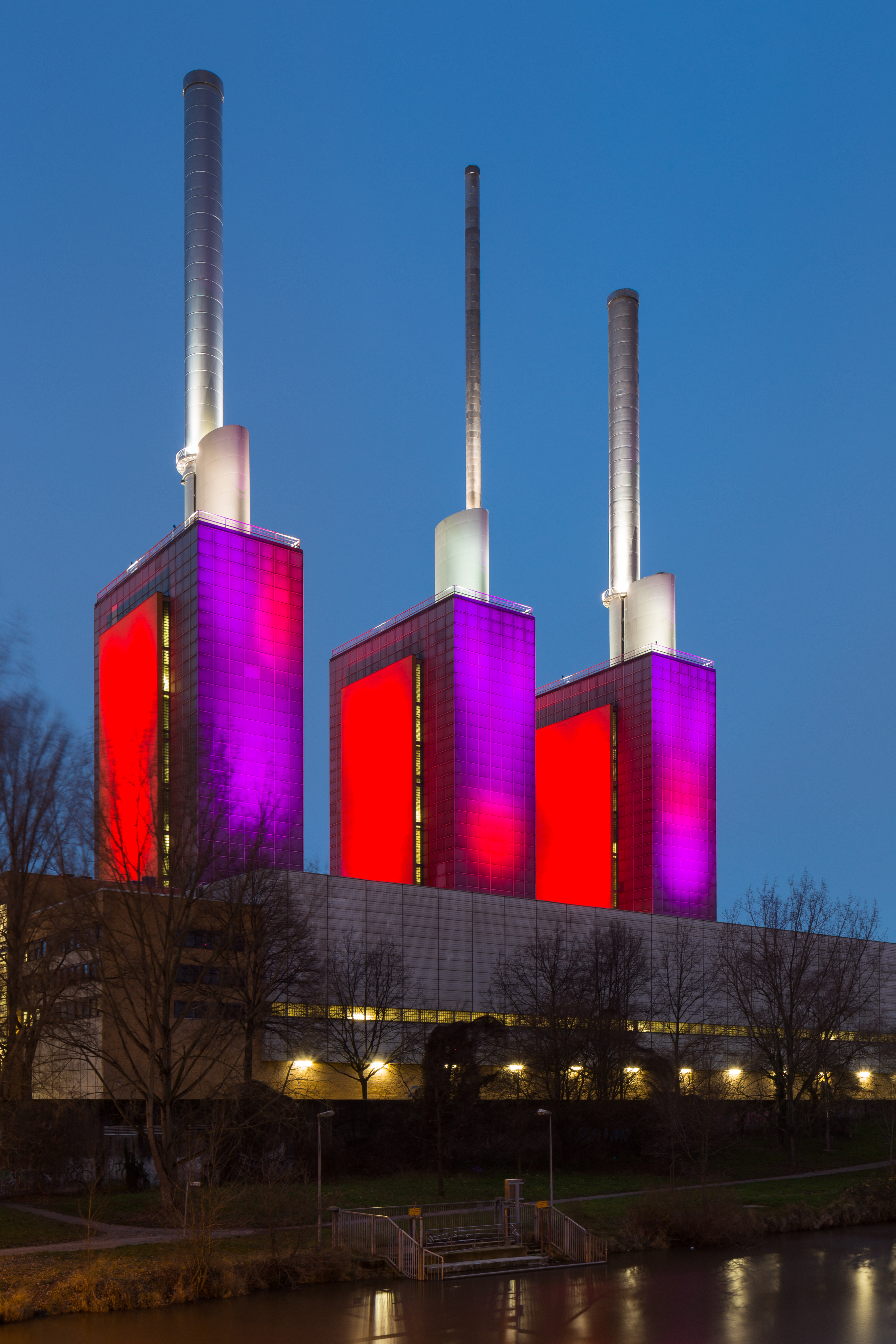
Reguläre nächtliche Beleuchtung in den Farben der enercity
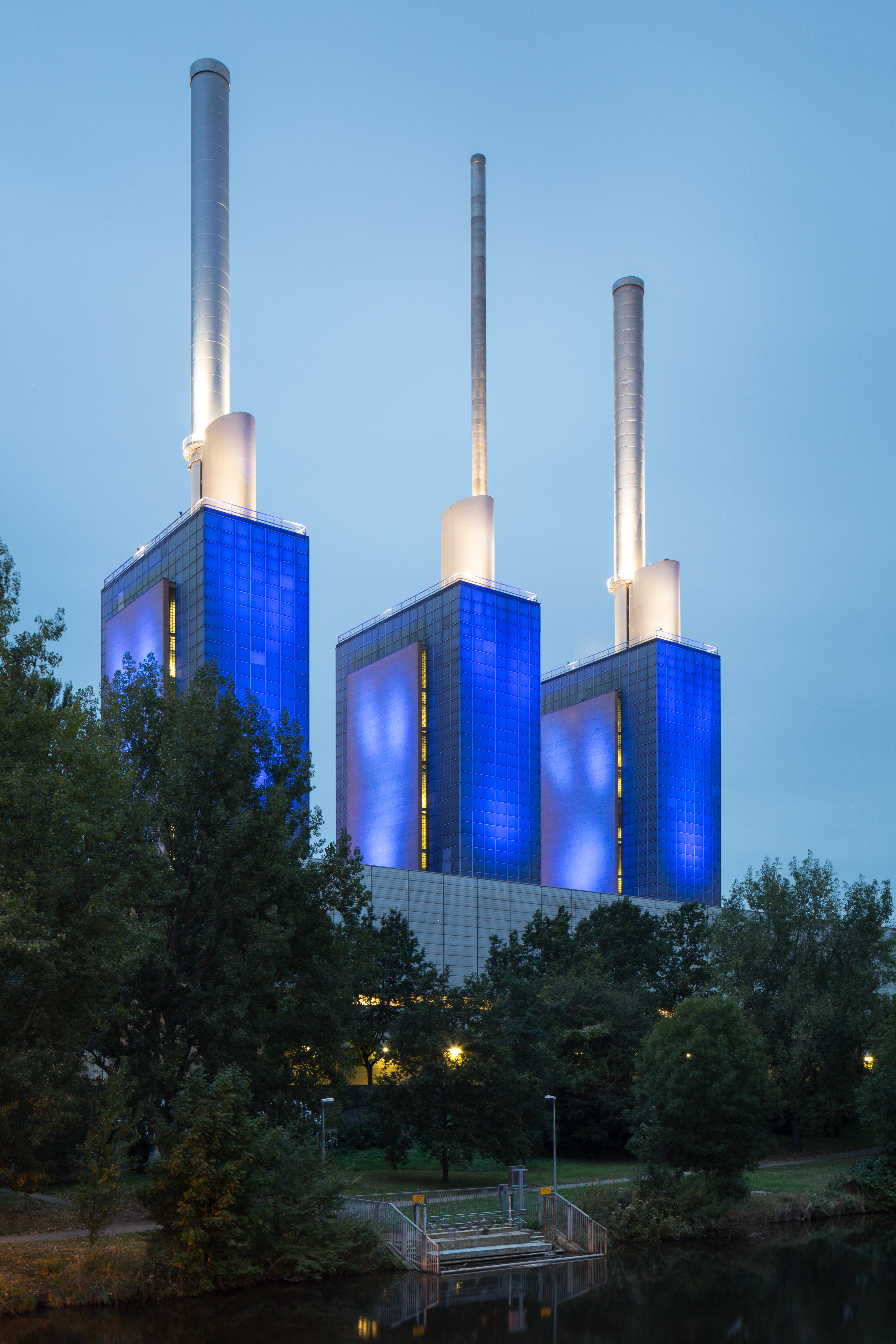
Nächtliche Beleuchtung in blauer Farbe zur Nutzfahrzeuge-IAA im September 2016
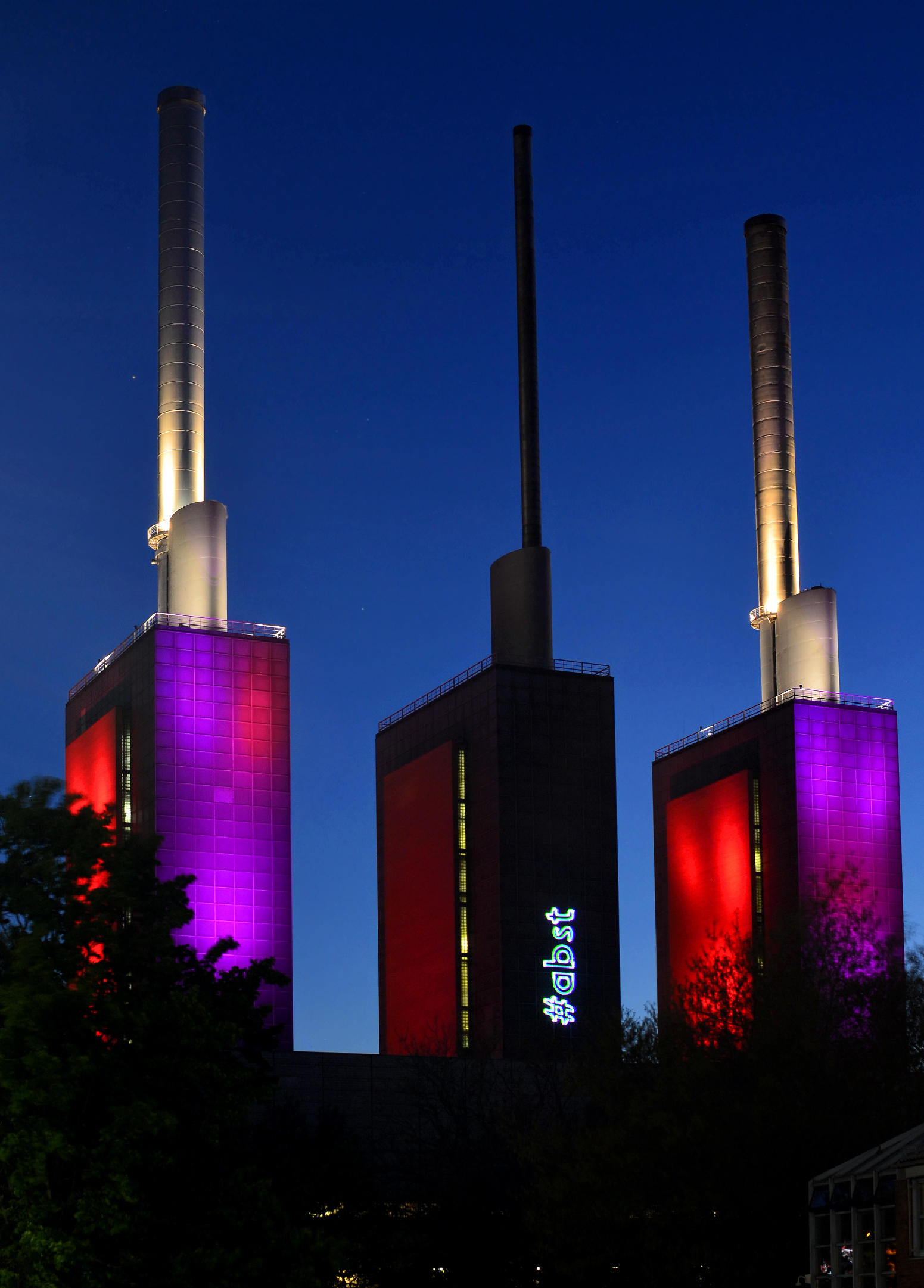
Mittiger „Abstandsbruder“ während der COVID-19-Pandemie, 2020
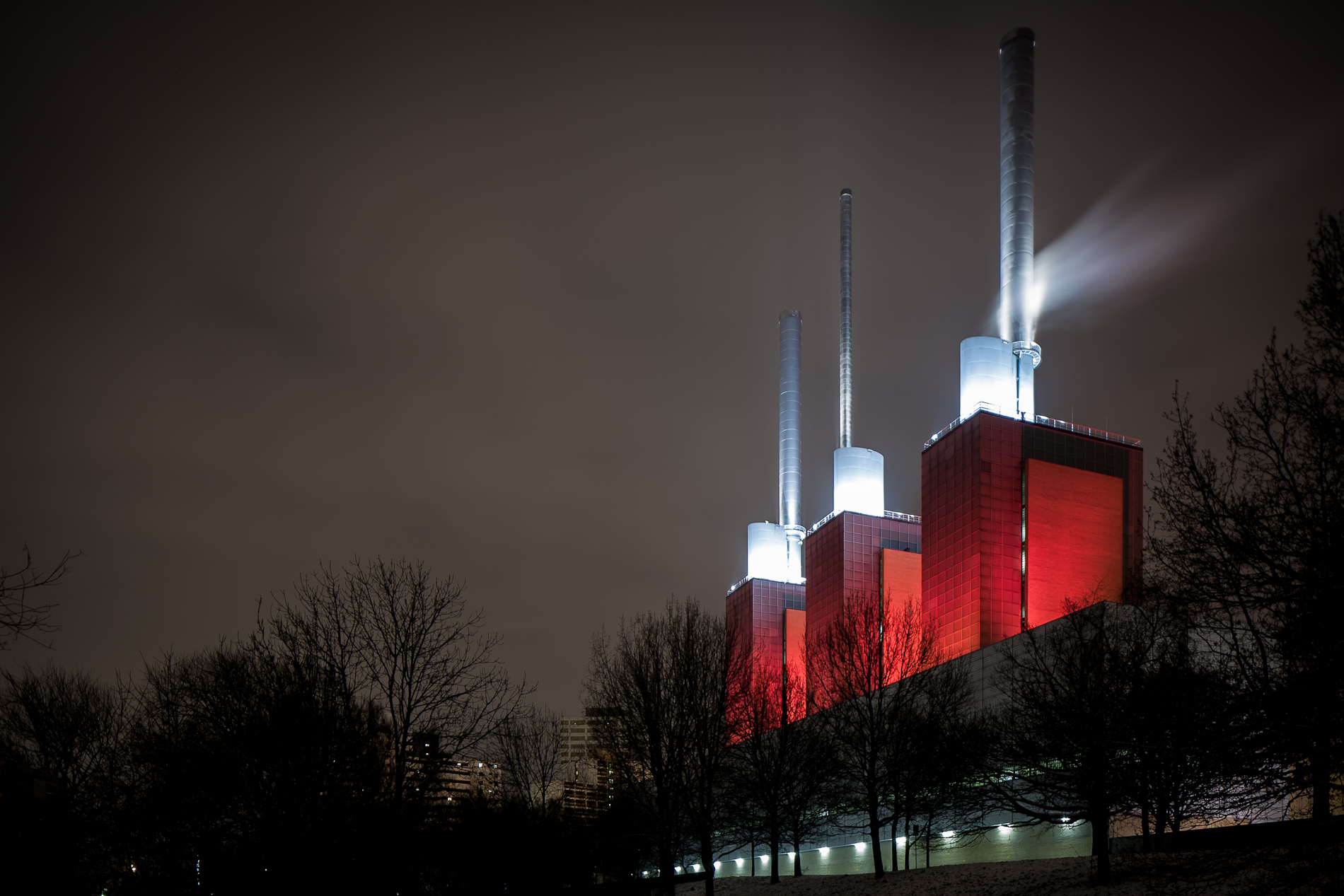
Nächtliche Beleuchtung in roter Farbe anlässlich der neuen Gasturbine im Januar 2013

## Weitere Kraftwerke der Stadtwerke Hannover
- Gemeinschaftskraftwerk Hannover
- Kraftwerk Herrenhausen
- Kraftwerk Mehrum (bis 2017)